# Jean-Émile Charon
Jean Emile Charon (Parigi, 25 febbraio 1920 – Ballainvilliers, 8 giugno 1998) è stato un fisico e filosofo francese.

## Biografia
Ingegnere, laureatosi alla Ecole Supérieure de Physique et de chimie, si specializzò in ingegneria nucleare al Commissariat à l'Energie Atomique (CEA) di Saclay. Negli anni seguenti si è orientato definitivamente verso la fisica teorica fondamentale, cercando di estendere le idee di Einstein. Dopo la pubblicazione nel 1977 del suo libro Teoria della relatività complessa (Théorie de la relativité complexe) tenne conferenze su questo soggetto nelle principali università, tra cui quelle di Stanford, Yale, Montréal e Parigi nelle quali insegnava una nuova disciplina "scientifica", designata come psicofisica, che ebbe un'accoglienza controversa a causa della sua natura metafisica e del suo impiego della parapsicologia.
Parallelamente ai suoi libri di fisica, ha pubblicato anche diversi libri di filosofia.

## Ipotesi
Charon è pervenuto ad una ipotesi secondo la quale l'elettrone costituirebbe quel luogo in cui la dimensione dello spirito trova il suo collegamento con  la dimensione della materia il cui piano, da questa prospettiva, di conseguenza cessa di presentarsi come altro dal piano dello spirito.

### Cosmologia e filosofia della scienza
Oltre che fisico Charon abbiamo detto è anche un filosofo della scienza e in quanto tale ribadisce il rispetto dell'osservazione ma sottolinea, di tutta l'osservazione:
Ma di tutta l'osservazione! E poiché l’astrofisica dei buchi neri, come la fisica degli elettroni, ci suggerisce una prima idea di quella che è la struttura dello spirito, vogliamo approfittarne per introdurre di peso lo Spirito nel linguaggio scientifico".
Il compito più importante del XXI secolo sarà proprio quello di sviluppare lo studio dello Spirito, quale proprietà essenziale della materia, e dei suoi poteri.»
(Jean-Émile Charon)

### Evoluzionismo e spirito
La concezione dell'evoluzione in Charon di conseguenza è imperniata, al di là delle apparenze, sullo Spirito quale vero deus ex machina di un tale movimento naturale:
(Jean-Émile Charon)

## Opere
- L'Essere e il Verbo (L'être et le verbe), 1965.
- Teoria della relatività complessa (Théorie de la relativité complexe), 1977
- Morte, ecco la tua sconfitta (Mort, voici ta défaite), 1979
- L'Esprit cet inconnu (Lo Spirito, questo sconosciuto), 1977
- Ho vissuto quindici miliardi di anni (J'ai vécu quinze milliards d'années), 1985
- Il Tutto